# Оксид заліза
Оксид заліза може означати:
- Оксид заліза(II), FeO
- Оксид заліза(III), Fe2O3
- Оксид заліза(II,III), Fe3O4

## Характеристика ряду

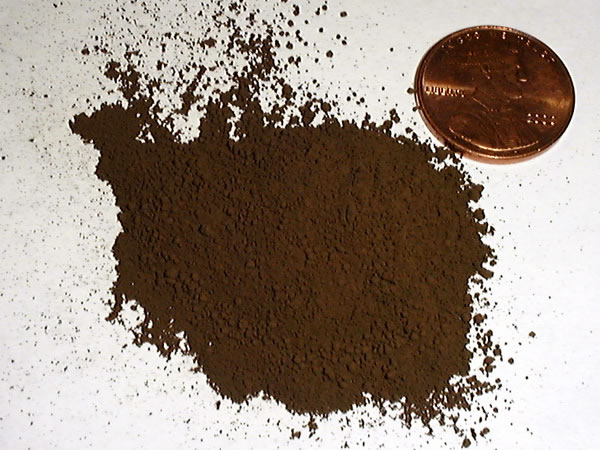
Пігмент оксида заліза.

Роль оксиду заліза.

Залізо утворює два ряди сполук, які відповідають двом оксидам: монооксиду заліза FeO і сесквіоксиду заліза Fe2O3. У першому залізо є двовалентним, у другому — тривалентним. Також існує суміш оксидів Fe3O4.

### Поширення у природі
В природі присутні три найпоширеніші оксиди заліза:
- FeO — оксид заліза(II) (мінерали вюстит, вівіаніт)
- Fe2O3 — оксид заліза(III) (мінерал гематит)
- Fe3O4 — оксид заліза(II,III), складний оксид, одночасно містить оксиди заліза(II) та заліза(III) (мінерал магнетит).